# イロナ・プルニ
イロナ・プルニ（Ilona Prunyi, 1941年5月1日 - ）は、ハンガリー出身のピアノ奏者。
デブレツェンの出身。6歳のころからピアノをはじめ、1958年から1963年までフランツ・リスト音楽専門学校でヨージェフ・ガートとアンドラーシュ・ミハーイの各氏に師事。1964年から母校で教鞭をとったが、コンサート・ピアニストとして活動を始めたのは1974年からであった。